# Urophora doganlari
Urophora doganlari är en tvåvingeart som beskrevs av Kutuk 2006. Urophora doganlari ingår i släktet Urophora och familjen borrflugor.
Artens utbredningsområde är Turkiet. Inga underarter finns listade i Catalogue of Life.